# Зворець (струмок)
Зворець — струмок в Україні у Дрогобицькому районі Львівської області. Права притока річки Опаки (басейн Дністра).

## Опис
Довжина струмка приблизно 2,92 км, найкоротша відстань між витоком і гирлом — 2,76  км, коефіцієнт звивистості річки — 1,06 . Формується декількома струмками.

## Розташування
Бере початок на північно-східних схилах гори Бухів (668,9 м). Тече переважно на північний захід і у селі Опака впадає у річку Опаку, праву притоку річки Бистриці Тисменицької.